# Iteb Bouali
Iteb Bouali (arabe : عتاب بوعلي), né le 18 février 1975 à Hammam Lif[réf. nécessaire], est un handballeur international tunisien évoluant au poste de gardien de but.

## Biographie
Joueur du club de l'Étoile sportive du Sahel de 1990 à 2008, il décide alors de s'installer avec sa famille en Allemagne, où il joue notamment avec les clubs du HSV Götzenhain et du SG Bruchköbel.

## Palmarès

### En club
Compétitions régionales
- Coupe arabe des clubs champions de handball : 2001, 2004
- Coupe arabe des clubs vainqueurs de coupe masculine de handball : 2000, 2001

Compétitions nationales
- Championnat de Tunisie : 1996, 1999, 2002, 2003, 2006, 2007, 2011
- Coupe de Tunisie : 2002, 2008

### En équipe nationale
Il joue 90 matchs avec l'équipe nationale tunisienne, de 2001 à 2004.
- Médaille d'argent aux Jeux méditerranéens de 2001
- Médaille d'or au championnat d'Afrique des nations 2002
- Médaille d'argent au championnat d'Afrique des nations 2004

Membre de l'équipe nationale lors du championnat du monde 2003, il dispute les sept matchs de l'équipe qui termine à la quatorzième place.